# Dictionnaire philosophique

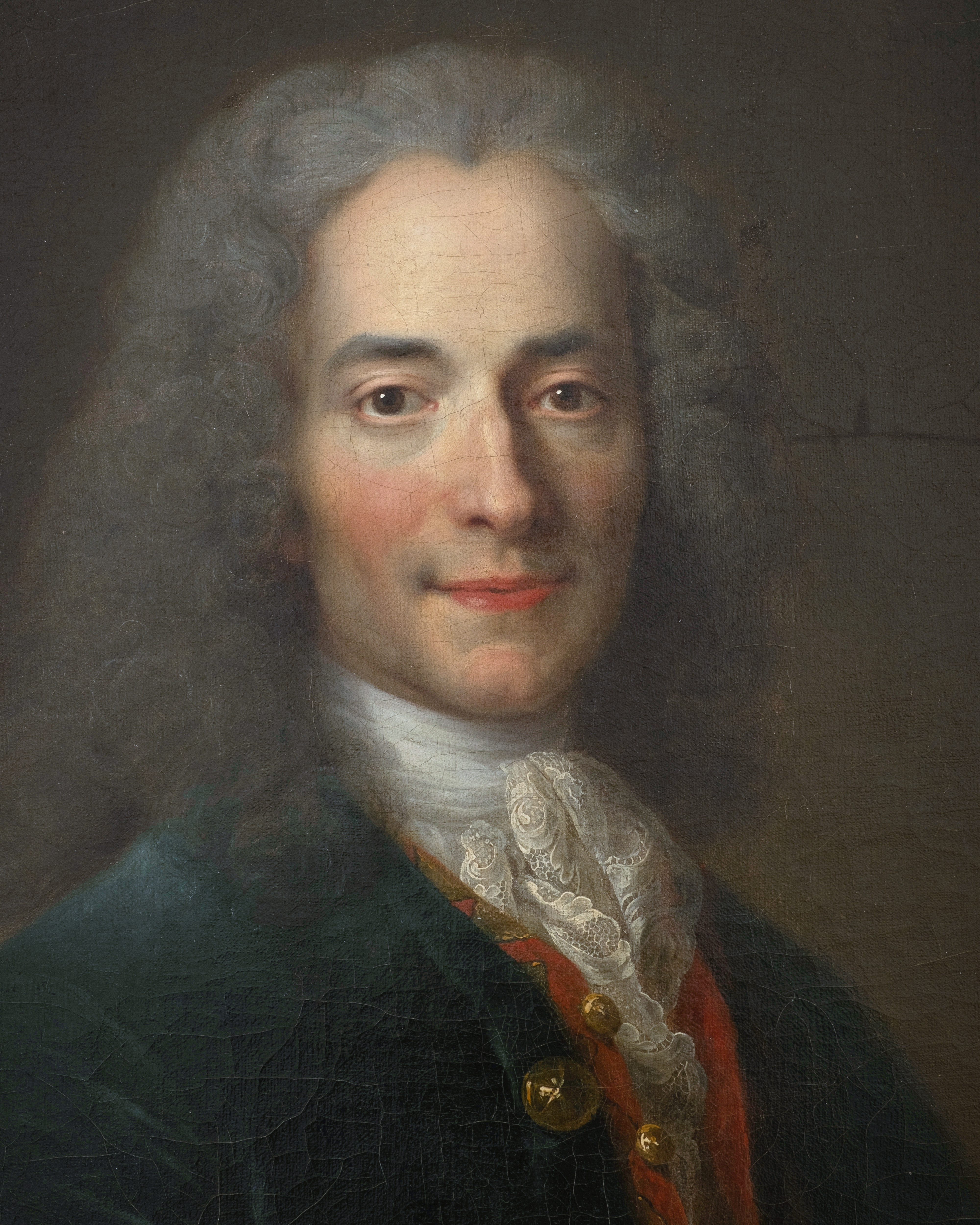
Autorul

The Dictionnaire philosophique (Dicționarul Filosofic) este un dicționar enciclopedic publicat de Voltaire în 1764 în limba franceză.
Articolele aranjate în ordine alfabetică critică adesea Biserica Romano-Catolică și alte instituții. Prima ediție, lansată în iunie 1764, a avut numele de Dictionnaire Philosphique Portatif. Acesta avea 344 de pagini și era format din 73 de articole. Versiuni mai recente s-au extins în două volume formate din 120 de articole.  